# Montépilloy
Montépilloy é uma comuna francesa na região administrativa de Altos da França, no departamento de Oise. Estende-se por uma área de 5,86 km². Em 2010 a comuna tinha 149 habitantes (densidade: 25,4 hab./km²).